# Problepsis insignita
Problepsis insignita là một loài bướm đêm trong họ Geometridae.